# 喀法省

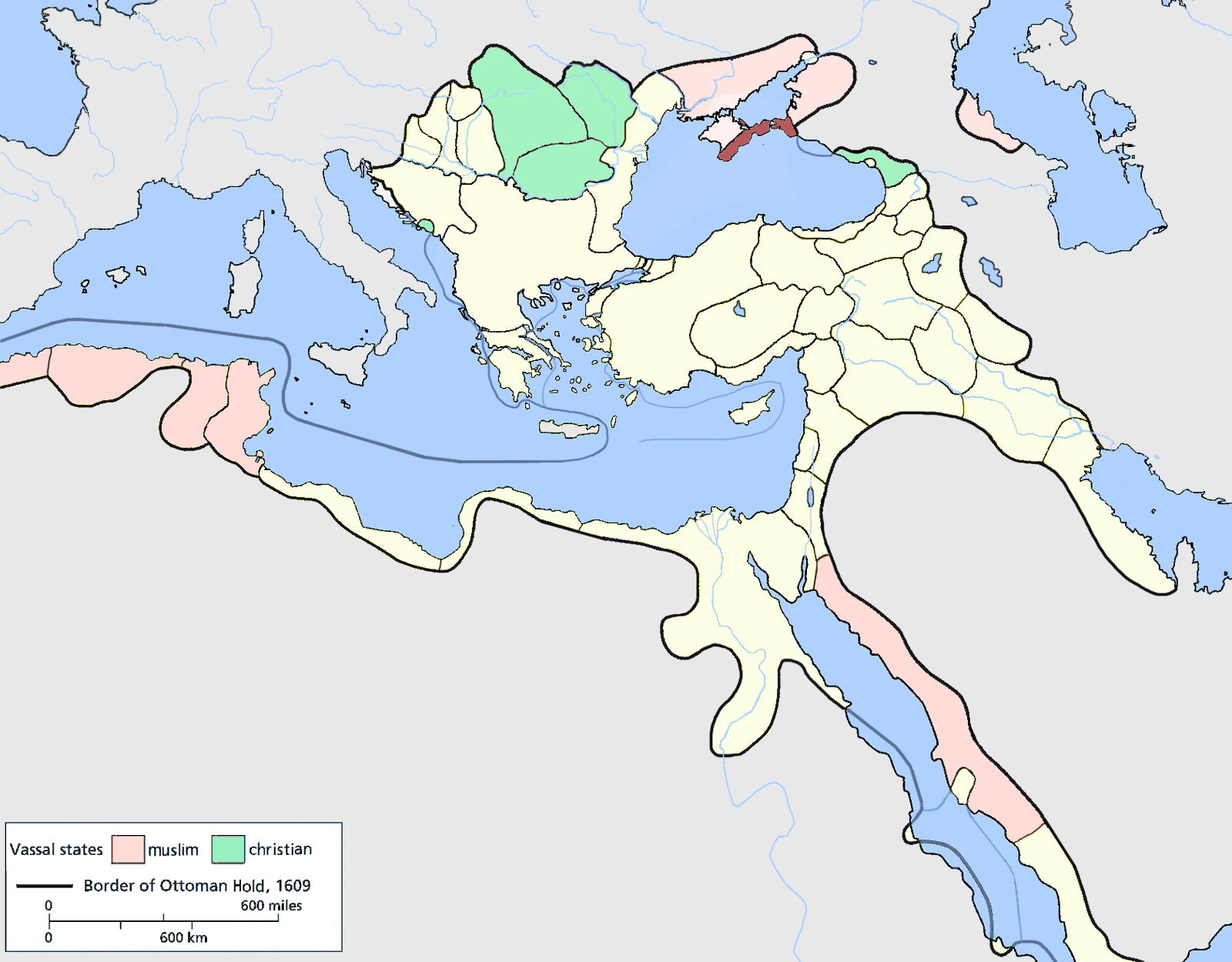
卡法省

卡法省，是奧斯曼帝國在克里米亞半島南部黑海海岸設置的省分，北面是克里米亞汗國。

## 歷史
卡法本是熱那亞人控制的殖民地，在1475年被奧斯曼帝國佔領並置一桑賈克，在1568年正式成為一個省分。
這里的長官由奧斯曼蘇丹任命，可汗無權干預，在1774年奧斯曼帝國割讓克里米亞半島後汗國曾短暫合併此地，但在1783年全半島皆被併入俄羅斯帝國。